# Johannes Vetter
Johannes Vetter, född 26 mars 1993, är en tysk friidrottare som blev världsmästare i spjutkastning vid världsmästerskapen i friidrott 2017.
Vetter deltog vid olympiska sommarspelen 2016. Vid olympiska sommarspelen 2020 i Tokyo slutade Vetter på 9:e plats i spjutkastning.

### Fotnoter
1. ↑  ”Athlete profile Johannes Vetter”. iaaf.org. IAAF. https://www.iaaf.org/athletes/germany/johannes-vetter-261302. Läst 12 augusti 2017.
2. ↑  "IAAF WORLD CHAMPIONSHIPS LONDON 2017 - JAVELIN THROW MEN". Läst 12 augusti 2017. (engelska)
3. ↑  Olympic.org - Johannes Vetter
4. ↑  ”Athletics – Men's Javelin Throw – Final” (PDF). olympics.com. Arkiverad från originalet den 7 augusti 2021. https://web.archive.org/web/20210807123854/https://olympics.com/tokyo-2020/olympic-games/resOG2020-/pdf/OG2020-/ATH/OG2020-_ATH_C73S_ATHMJAVELIN-----------FNL-000100--.pdf. Läst 13 september 2021.